# IC 2256
IC 2256 је спирална галаксија у сазвјежђу Рак која се налази на листи објеката дубоког неба у Индекс каталогу.
Деклинација објекта је + 24° 10' 36" а ректасцензија 8h 16m 54,4s. Привидна величина (магнитуда) објекта IC 2256 износи 14,6 а фотографска магнитуда 15,3. IC 2256 је још познат и под ознакама MCG 4-20-12, CGCG 119-26, KUG 0813+243, PGC 23214.